# Могул

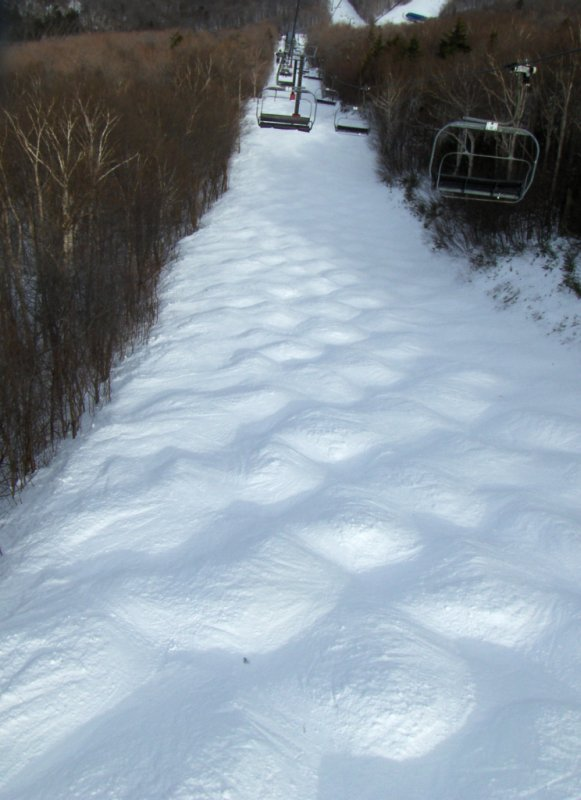
Типова траса для могула

Могул (від бавар. Mugel — горбочки) — дисципліна фрістайлу, змагання зі спуску з гори на лижах спеціальною горбистою трасою, що має нахил 27 градусів, із виконанням акробатичних стрибків. Результат спортсмена визначається за часом проходження траси та суддівською оцінкою якості стрибків. Площа приземлення обов'язково покривається пухким снігом.
Могул входить до програми Олімпійських ігор, починаючи з Альбервільської олімпіади.